# Hippotion isis
Hippotion isis är en fjärilsart som beskrevs av Rothschild och Jordan 1903. Hippotion isis ingår i släktet Hippotion och familjen svärmare. Inga underarter finns listade i Catalogue of Life.